# Transformers (videospil fra 2004)
 Der er for få eller ingen kildehenvisninger i denne artikel, hvilket er et problem. Du kan hjælpe ved at angive troværdige kilder til de påstande, som fremføres i artiklen.

 For alternative betydninger, se Transformers (flertydig). (Se også artikler, som begynder med Transformers)
Transformers (også kendt som Tranformers Armada: Prelude to Energon) er et PlayStation 2 videospil baseret på den tv-serie Transformers: Armada.